# Oksana Kiseleva
Oksana Kiseleva (russisk: Оксана Киселева ; født d. 12. juli 1988 i Krasnodar) er en russisk håndboldspiller, der spiller for Rostov-Don. Hun kom tilbage til klubben i 2017. Hun har tidligere optrådt for danske HC Odense og selvsamme Rostov-Don.